# Mirjam Melchers
Mirjam Melchers (Gendt, 26 september 1975) is een Nederlands voormalig wielrenster. Melchers was een allround renster die in 2004 als 2e eindigde in de UCI-ranking en deelnam aan zowel wegwedstrijden als veldritten. Tot haar belangrijkste zeges behoren de Ronde van Vlaanderen, etappes in de Ronde van Italië en van Toscane en in de Holland Ladies Tour. Melchers werd diverse malen Nederlands kampioene tijdrijden, op de weg en in het veldrijden. In 2007 won zij op overtuigende wijze de tweede editie van de GP Gerrie Knetemann.
Mirjam Melchers trouwde in 2004 met haar toenmalige ploegleider Jean-Paul van Poppel. Op 7 september 2006 brak zij haar bekken, heup en kaak in de Euregio Tour, maar herstelde en maakte een comeback. In 2010 stopte ze met fietsen vanwege haar zwangerschap. Tegenwoordig is Melchers actief als personal trainer.

## Erelijst
1998
4e etappe Holland Ladies Tour
1999
 Nederlands kampioene op de weg
5e etappe Holland Ladies Tour
2000
 Nederlands kampioene op de weg
 Eindklassement Holland Ladies Tour
3e etappe Holland Ladies Tour
2e etappe La Grande Boucle Féminine
 Eindstand Wereldbeker voor vrouwen
2001
 Eindklassement Thüringen Rundfahrt
1e en 2e etappe Thüringen Rundfahrt
 Eindstand Wereldbeker voor vrouwen
2002
 Eindstand Wereldbeker voor vrouwen
 Nederlands kampioenschap op de weg
Primavera Rosa
Proloog Thüringen Rundfahrt
7e etappe Holland Ladies Tour
2003
 Wereldkampioenschap op de weg
 Eindklassement Emakumeen Bira
 Eindklassement Ronde van Drenthe
2e etappe Ronde van Drenthe
 Eindklassement Ster van Walcheren
1e etappe Ster van Walcheren
3e etappe Holland Ladies Tour
GP Castilla y Leon
 Eindstand Wereldbeker voor vrouwen
2004
 Nederlands kampioene tijdrijden
 Nederlands kampioene veldrijden
 Eindklassement Vuelta Castilla y Leon
3e etappe Vuelta Castilla y Leon
 Eindklassement Holland Ladies Tour
2e etappe Holland Ladies Tour
Holland Hills Classic
2005
 Wereldkampioenschap veldrijden 2005
 Nederlands kampioenschap veldrijden
 Eindklassement Ster van Walcheren
3e etappe Ster van Walcheren
Ronde van Vlaanderen
Emakumeen Saria
5e etappe Giro Donne
Etappe 4 B (TTT) Holland Ladies Tour
 Eindstand Wereldbeker voor vrouwen
2006
Ronde van Vlaanderen
1e etappe Tour de l'Aude Cycliste Féminin
2007
 Nederlands kampioenschap tijdrijden
GP Gerrie Knetemann
1e etappe (TTT) Emakumeen Bira
2008
 Nederlands kampioene tijdrijden
 Nederlands kampioene veldrijden
 Nederlands kampioenschap op de weg
Proloog Giro Donne
2e etappe Tour de l'Aude Cycliste Féminin
2009
 Nederlands kampioenschap veldrijden
 Open de Suède Vårgårda (Ploegentijdrit)

## Ploegen
- 1998 - 2002 Rabobank - Nationale Selectie
- 2001 - 2001 Acca Due O - Hewlett Packard - Lorena Camicie
- 2002 - 2004 Farm Frites - Hartol
- 2005 - 2009 Team Flexpoint
- 2010 - 2010 Cervélo TestTeam